# Nathaniel North

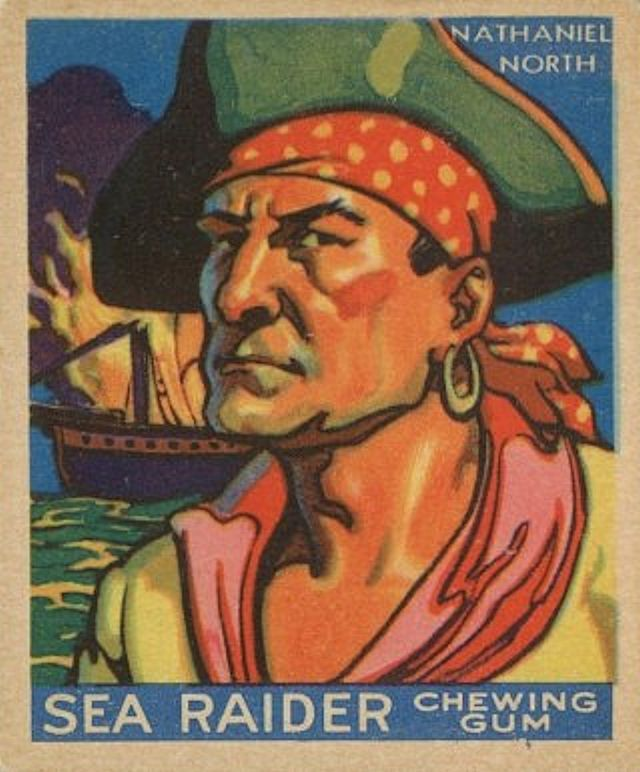
Nathaniel North

Nathaniel North (* ca. 1671 in Bermuda, Atlantik; † ca. 1716 in Madagaskar, Ostafrika) war ein auf Bermuda geborener Pirat während des Goldenen Zeitalters der Piraterie. Er führte seine Tätigkeiten im Indischen Ozean unter John Bowen aus und war nach Bowens Rücktritt im Jahr 1704 Kapitän der Defiant. Nach dem Verlust der Defiant führte er eine Piratenkolonie in Ambonaivo, die sich aus seiner ehemaligen Mannschaft zusammensetzte, bevor er zur See zurückkehrte. North zog sich 1709 mit großem Reichtum zurück, ließ sich in Madagaskar nieder und heiratete eine einheimische Frau, die jedoch von ihrer Familie ermordet wurde.

## Früheres Leben
1689 war Nathaniel North ein Besatzungsmitglied an Bord eines englischen Freibeuters, der während des Pfälzischen Erbfolgekriegs die französische Schifffahrt angriff. Er wurde in die Royal Navy zwangsrekrutiert, jedoch schaffte er es nach Jamaika. Dort traf er erneut auf britische Presskommandos, entkam jedoch, indem er über Bord sprang und an Land schwamm. Bis 1696 war North ein Besatzungsmitglied in einer Gruppe von Freibeutern (zu denen auch der zukünftige Kapitän George Booth gehörte), die die 18-Kanonen-Brigantine namens Pelican vor Neufundland eroberte. Während der Freibeuter unter dem neuen Kapitän Robert Colley einen Auftrag erhielt, französische Beteiligungen in Westafrika anzugreifen, reisten sie stattdessen nach Madagaskar, wo sie nach Schiffen an der arabischen und der Swahili-Küste Ausschau hielten. Als sie keine Schiffe fanden, überfiel die Pelican stattdessen Dörfer auf den Komoren.
Nach seiner Rückkehr von Madagaskar wurde North von der Besatzung zum Quartiermeister bestimmt, nachdem Colley und einige andere an einer Krankheit gestorben waren. Schiffsküfer Joseph Wheeler wurde zum Kapitän ernannt. Die Pelican schloss sich anschließend Dirk Chivers und Robert Culliford an und die drei Schiffe eroberten zusammen den Großen Mohammed. Chivers und Culliford weigerten sich jedoch, die Beute des Großen Mohammed zu teilen, und behaupteten, die Pelican habe nicht an der Schlacht teilgenommen. Nach diesem Ereignis verließ die Pelican das Trio und eroberte später drei kleine Schiffe, wobei sie eines behielten und diese in Dolphin umbenannten. Schäden, die bei einem Hurrikan an beiden Schiffen verursacht wurden, erzwangen eine Rückkehr nach Madagaskar, wo die Plünderung aufgeteilt wurde, wobei jeder der Piraten etwa 700 Pfund erhielt.

## Frühere Karriere
1699 diente Nathaniel North erneut als Quartiermeister unter dem Kapitän Samuel Inless, der das Kommando über die Dolphin erhalten hatte. Nachdem sie ein großes dänisches Schiff übernommen hatten, segelten sie zur Île Sainte-Marie und teilten die Beute auf, wobei jeder Mann ungefähr 400 Pfund erhielt. Auf der Île Sainte-Marie trafen jedoch vier britische Kriegsschiffe ein, die Inless zwangen, die Dolphin zu verbrennen. Während den Piraten eine Begnadigung angeboten wurde – einige von ihnen akzeptierten diese –, floh North stattdessen mit dem Langschiff direkt nach Madagaskar.
1701 wandte sich Nathaniel North dem Überfall auf Siedlungen zu und führte eine Plünderungsexpedition an Land auf den Komoren. Er ließ Dörfer auf Ngazidja plündern und hielt den Sultan von Mayotte als Geisel fest, bevor er erneut zur See zurückkehrte.

## Spätere Karriere & Tod
Erst 1707 schloss sich North John Halsey als Quartiermeister der Brigantine Charles an. Während dieser Zeit wurden zwei britische Schiffe aufgebracht, von denen eines Halsey für sich nahm und nach Madagaskar zurückkehrte, wobei North das Kommando über die Charles übernahm. Dies erwies sich als kurzlebig, da die Charles kurz darauf auf Grund lief. North kehrte schließlich nach Madagaskar zurück und lebte beim König von Maratan. 1709 kehrte North nach Ambonavoula zurück, wo er auf Mauritius Handel trieb und gelegentlich Sklaven von Anjouan erwarb. Einige Zeit später wurde er während eines einheimischen Konflikts gefangen genommen und später von den gegnerischen Eingeborenen ermordet.